# Hervé de La Martinière
Pour les articles homonymes, voir La Martinière et Machet.
Hervé de La Martinière, né le 1er février 1947 à Courbevoie (Seine) et mort le 8 mai 2025 à Paris, est un chef d'entreprise et éditeur français, fondateur et vice-président du groupe éditorial La Martinière, qui compte parmi les six plus importants groupes d'édition français.

## Biographie

### Famille et formation
Hervé Machet de La Martinière naît le 1er février 1947 à Courbevoie (Seine). Marié deux fois, Hervé de La Martinière a six enfants. Il meurt le 8 mai 2025 à Paris.

### Carrière professionnelle
Autodidacte, Hervé de La Martinière entre jeune dans l'édition, dans le secteur distribution d'Hachette (1972-1975), puis comme directeur commercial de Grasset, Fayard, Chêne (1975-1979), éditeur chez Hachette Littérature (1979-1980) puis chez Hachette Réalités (1980-1983), gérant des Éditions du Chêne (1983-1986), directeur général de Nathan (1987-1991).
Il crée en 1991 la maison qui porte son nom puis devient PDG du groupe Latingy qu'il agrandit à partir de 1993 par diverses créations et acquisitions successives en France et à l'étranger : la maison d'édition suisse Minerva, les éditions Manise, La Martinière jeunesse, le diffuseur Diff Edit, en 1997 la maison new-yorkaise de livres d'art Abrams Books qui avec 350 millions de francs pèse le double des Éditions de La Martinière, grâce à l'entrée au capital des frères Wertheimer, propriétaires de Chanel et des cosmétiques Bourjois, éditions du Sorbier, Aubanel à Avignon, Knesebeck Verlag (de) (Munich), Stewart, Hermé (éditeur de livres de voyages), Emmanuel Proust (bande dessinée, rétrocédé à son fondateur en 2008), Delachaux et Niestlé (spécialiste des guides nature).
En 1999, s'appuyant notamment sur le succès mondial du livre de Yann Arthus-Bertrand, La Terre vue du ciel diffusé à plus de 3,5 millions d'exemplaires dans 21 pays, il renomme son groupe La Martinière Groupe.
En 2004, il rachète les éditions du Seuil, dont il devient président-directeur général, en 2005, avec les maisons associées comme les Éditions de l'Olivier, les Éditions Baleine (revendues en 2008), puis Points, Petit à Petit en 2006.
En septembre 2017, il annonce que La Martinière Groupe entre en négociations exclusives en vue d'un rapprochement par échange d'actions avec Média-Participations. « Je dois penser à l’avenir de la maison que j’ai fondée il y a vingt-cinq ans », explique-t-il.
Le 30 janvier 2018, il est nommé vice-président du groupe portant son nom, désormais présidé par Vincent Montagne, PDG de Média-Participations.

## Pour approfondir